# New York City Marathon 2003
De New York City Marathon 2003 werd gelopen op zondag 2 november 2003. Het was de 34e editie van de New York City Marathon. De Keniaan Martin Lel kwam als eerste over de streep in 2:10.30. De Keniaanse Margaret Okayo won bij de vrouwen in 2:22.31.
In totaal finishten 34729 marathonlopers de wedstrijd, waarvan 23014 mannen en 11715 vrouwen.

## Uitslagen

### Mannen
| rang   | naam                   | land | tijd    |
| ------ | ---------------------- | ---- | ------- |
| Goud   | Martin Lel             | KEN  | 2:10.30 |
| Zilver | Rodgers Rop            | KEN  | 2:11.11 |
| Brons  | Christopher Cheboiboch | KEN  | 2:11.23 |
| 4      | Elly Rono              | KEN  | 2:11.31 |
| 5      | Alberico Di Cecco      | ITA  | 2:11.40 |
| 6      | Ottavio Andriani       | ITA  | 2:13.10 |
| 7      | David Makori           | KEN  | 2:13.20 |
| 8      | Laban Kipkemboi        | KEN  | 2:13.55 |
| 9      | John Kagwe             | KEN  | 2:14.08 |
| 10     | El Arbi Khattabi       | MAR  | 2:15.10 |
| 11     | Timothy Cherigat       | KEN  | 2:15.57 |
| 12     | Vito Sardella          | ITA  | 2:16.10 |
| 13     | Raymond Kipkoech       | KEN  | 2:16.16 |
| 14     | Gert Thys              | RSA  | 2:16.49 |
| 15     | Augustus Kavutu        | KEN  | 2:18.30 |
| 16     | Andrey Gordeyev        | BLR  | 2:18.38 |
| 17     | Matt Downing           | USA  | 2:18.48 |
| 18     | Jackson Kipng'ok       | KEN  | 2:18.55 |
| 19     | Uli Steidl             | GER  | 2:19.18 |
| 20     | Vincenzo Modica        | ITA  | 2:19.53 |

### Vrouwen
| rang   | naam              | land | tijd    |
| ------ | ----------------- | ---- | ------- |
| Goud   | Margaret Okayo    | KEN  | 2:22.31 |
| Zilver | Catherine Ndereba | KEN  | 2:23.04 |
| Brons  | Lornah Kiplagat   | KEN  | 2:23.43 |
| 4      | Ljoedmila Petrova | RUS  | 2:25.00 |
| 5      | Lyubov Denisova   | RUS  | 2:25.58 |
| 6      | Joyce Chepchumba  | KEN  | 2:29.05 |
| 7      | Susan Chepkemei   | KEN  | 2:29.05 |
| 8      | Adriana Fernandez | MEX  | 2:32.09 |
| 9      | Olivera Jevtić    | SCG  | 2:32.29 |
| 10     | Sylvia Mosqueda   | USA  | 2:33.10 |
| 11     | Firaya Sultanova  | RUS  | 2:33.57 |
| 12     | Helena Javornik   | SLO  | 2:35.07 |
| 13     | Natalia Berkut    | UKR  | 2:35.23 |
| 14     | Esther Kiplagat   | KEN  | 2:35.58 |
| 15     | Ashiba Gladys     | KEN  | 2:37.47 |

1970 ·
1971 ·
1972 ·
1973 ·
1974 ·
1975 ·
1976 ·
1977 ·
1978 ·
1979 ·
1980 ·
1981 ·
1982 ·
1983 ·
1984 ·
1985 ·
1986 ·
1987 ·
1988 ·
1989 ·
1990 ·
1991 ·
1992 ·
1993 ·
1994 ·
1995 ·
1996 ·
1997 ·
1998 ·
1999 ·
2000 ·
2001 ·
2002 ·
2003 ·
2004 ·
2005 ·
2006 ·
2007 ·
2008 ·
2009 ·
2010 ·
2011 ·
2012 · 
2013 ·
2014 ·
2015 ·
2016 ·
2017 ·
2018 ·
2019 ·
2020 · 
2021 ·
2022 ·
2023 ·
2024